# Joachim Vilate
Pour les articles homonymes, voir Villatte.
Joachim Vilate, également connu sous le nom de Sempronius-Gracchus Vilate, né le 9 octobre 1767 à Ahun (Creuse), guillotiné le 7 mai 1795 à Paris, sur la place de Grève, est un révolutionnaire français. Agent du Comité de salut public et juré du Tribunal révolutionnaire, il est l'auteur putatif des Causes secrètes de la révolution du 9 au 10 thermidor et de ses deux continuations, parues pendant la réaction thermidorienne, alors qu'il était en prison.

## Biographie
Issu d'une famille bourgeoise de la Haute-Marche, Vilate est le fils de François Vilate, chirurgien-juré à Ahun, et de Marie Decourteix (ou de Courteix). Après des études au collège d'Eymoutiers, il fait deux années de philosophie à l'université de Bourges. Après la mort de son père, appartenant à une famille nombreuse, il s'installe à Blaudeix chez l'un de ses oncles paternels, où il passe l'année 1789, avant d'être appelé par le principal du collège de Guéret, où il enseigne dans l'une des classes inférieures. Après une année au séminaire de Limoges, il est nommé par les administrateurs du département professeur de seconde dans le collège royal de la ville en 1791, avant d'enseigner la rhétorique à Saint-Gaultier (Indre). Vicaire dans la ville voisine d'Argenton, il prête serment, conformément aux dispositions de la constitution civile du clergé, le 1er janvier 1792.
Le 26 mars suivant, il arrive à Paris pour étudier la médecine et s'installe rue du Bacq. Militant dans son quartier et sa section, il fréquente le club des Jacobins et participe à la journée du 10 août 1792. Rebaptisé Sempronius-Gracchus Vilate (en référence à la famille romaine des Gracques), il propose à la convention nationale un Plan d'éducation républicaine, pour lequel les députés décrètent une mention honorable le 10 décembre 1792. Employé quelque temps dans les bureaux du comité de salut public, il accompagne en qualité de secrétaire les représentants Ysabeau et Neveu en mission dans les Hautes et les Basses-Pyrénées le 10 mars 1793. Après la journée du 31 mai, il est envoyé en mission à Bordeaux, afin d'y sonder l'opinion publique pour le compte du comité de salut public.
Remarqué, grâce à la qualité de ses rapports, par plusieurs membres du comité de salut public, en particulier Barère, il est logé aux Tuileries, dans le pavillon de Flore, à son retour à Paris. Surtout, il est nommé, le 28 septembre 1793, au Tribunal révolutionnaire, où il siège très souvent, mais, selon lui, dans aucun des grands procès. Il est, avec le peintre François Topino-Lebrun, le plus jeune juré. Participant aux soirées organisées par Barère dans sa maison de plaisance de Clichy, il passe pour son espion, mais aussi pour celui de Robespierre,.
Le 3 thermidor an II (21 juillet 1794), il est arrêté à dix heures du soir par Jean-Baptiste Dossonville et des membres du comité révolutionnaire des Tuileries, sur ordre du comité de sûreté générale, à la suite d'une dénonciation de Billaud-Varenne, et enfermé à la Force,. Le 9-Thermidor (27 juillet 1794), vers les cinq heures du soir, la commune insurrectionnelle de Paris envoie trois administrateurs de police - Henry, Tanchon et Quenet - libérer Lavalette, Boulanger et Vilate, qu'on pense rallier à la cause robespierriste, mais Dossonville et Dulac, agents du comité de sûreté générale, s'opposent à son élargissement.
Maintenu en prison comme « robespierriste » après le 9-Thermidor, il tente de sauver sa tête en rédigeant dans sa prison plusieurs écrits où il charge ses anciens amis, en particulier Robespierre et Barère,. Certains considèrent qu'au moins les deux derniers des trois volumes des Causes secrètes de la Révolution du 9 au 10 thermidor sont peut-être apocryphes; ils ont parfois été attribués à Pierre Choderlos de Laclos,,,,,. En tout cas, ce revirement ne le sauve pas. Transféré au Luxembourg, il comparaît avec vingt-trois juges et jurés du tribunal révolutionnaire le 8 germinal an III (28 mars 1795). Condamné à mort, il est guillotiné, avec Fouquier-Tinville et quatorze autres coaccusés, le 18 floréal an III (7 mai 1795), vers onze heures du matin.

## Apparence physique
Joachim Vilate est décrit les « traits réguliers, le profil fin, la mise élégante, recherchée d'un muscadin, le masque sévère impénétrable ».

## Œuvres
- De Nos maux et des remèdes qu'il faut y apporter, par S.-G. Vilate, 6 septembre 1793, l'an 2 de la République française. Imprimé par ordre du Comité de salut public de la Convention nationale, Paris, Imprimerie nationale, 1793, 9 pages
- Adresse de Sempronius-Gracchus Vilate, à la Convention nationale, au nom de tous les sans-culottes méridionaux. Imprimée par ordre du Comité de salut public de la Convention nationale, Paris, Imprimerie patriotique et républicaine, 10 pages[31]
- Joachim Vilate, Causes secrètes de la révolution du 9 au 10 thermidor, Paris, 1794 (lire en ligne)
- Joachim Vilate, Continuation des causes secrètes de la révolution du 9 au 10 thermidor, Paris, 1794, 71 pages (lire en ligne), pages 15 à 18
- Joachim Vilate, Les mystères de la Mère de Dieu, dévoilés : troisième volume des Causes secrètes de la Révolution du 9 au 10 thermidor, Paris, 1795, 73 pages (lire en ligne)

## Sources principales
- Raymonde Monnier, « Vilate Joachim », in Albert Soboul (dir.), Dictionnaire historique de la Révolution française, Presses universitaires de France, 1989 (rééd. Quadrige, 2005, p. 1090-1091)
- « Vilatte, Joachim », in Jean Tulard, Jean-François Fayard, Alfred Fierro, Histoire et dictionnaire de la Révolution française 1789-1799, Édition Robert Laffont, collection Bouquins, 1987
- Joachim Vilate, Causes secrètes de la révolution du 9 au 10 thermidor, Paris, an III, 70 pages
- Joachim Vilate, Causes secrètes de la révolution du 9 au 10 thermidor, édition critique sous la direction d’Olivier Ritz, Paris, Université Paris Diderot, «Publications du centre Seebacher», 2018. Livre numérique: http://seebacher.lac.univ-paris-diderot.fr/bibliotheque/items/show/46